# 양재인
양재인(Jane 재인[*], 1979년 8월 16일 ~ )는 대한민국의 기타리스트겸 작곡가이다.

## 연혁 (History)
양재인(Jane/재인) - 기타리스트, 작곡가, 프로듀서, 대학교수
그의 본명은 양재인이며 활동명은 재인(Jane)이다.
2001년 밴드 옐로우콘 1집으로 데뷔하였다. 이 때부터 공식적인 레코딩과 방송활동을 하기 시작했다. 작곡가 겸 가수인 김성호의 회상을 리메이크 해서 활동했었다.
병역문제로 밴드를 탈퇴하고 군악대 오디션에 합격하게 된다.
2002년부터 2004년까지 국방부군악대 캄보밴드에서 기타를 맡았었으며 제대후 2004년부터 현재까지 밴드 커먼그라운드의 기타리스트로 활동하고 있다.
커먼그라운드는 혼섹션이 주가 되는 소울펑크 밴드이다. 현재까지 5장의 정규앨범과 1장의 EP 그리고 여러장의 싱글을 발매해왔다. 
이 밴드를 하면서 여러 케이팝 아티스트들에게 연주 피쳐링을 해주게 된다. (박재범, 그레이, 자우림, 케이윌, 샘김, 정승환, 스텔라장 등)
밴드 활동 이외에도 솔로연주 활동을 병행중이며 2012년 첫 솔로 연주앨범이 발매되었다. (Jane's Jam Track vol.1)

2006년부터 야마하 뮤직 코리아(Yamaha Music Korea) 공식 엔도스먼트 아티스트로 활동하고 있으며 현재는 종영된 매주 토요일밤 채널 tvN에서10시부터 생방송으로 진행되는 SNL코리아에서 기타를 연주했다. (2013~2017)
쿠팡플레이 오리지널 콘텐츠로 2021년 9월 4일부터 다시 방송되고 있는 SNL코리아에서 커먼그라운드 멤버로 기타를 연주하고 있다.

2015년 세계적인 기타리스트 폴잭슨주니어(Paul Jackson jr.)와 콜라보레이션 연주곡 'West Coast Drive'를 발표해 이슈가 되었다. 그 후 오즈노이(Oz Noy), 지미하슬립(Jimmy Haslip), 잭타마랏(Jack Thanmarat) 등 세계적인 아티스트들과 음악작업을 통해 수준높은 연주음악을 들려주고 있다.

2009년 밴드 페퍼톤스 3집 앨범부터 참여하기 시작해 현재 객원 기타리스트로 활동하고 있다.

백석예술대학교 음악학부와 명지전문대 실용음악과에서 겸임교수로 재직하고있다.(2024년 현재)

## 앨범 (Albums)

### 커먼그라운드음반 (Common Ground's Albums)
- 커먼그라운드(Common Ground) 1집 Play.ers - 2004년

한국대중음악시상식2004 R&B 부문 노미네이트
- 커먼그라운드(Common Ground) 2집 Old fashioned - 2005년
- 커먼그라운드(Common Ground) 디지털 싱글 Christmas carol - 2005년
- 커먼그라운드(Common Ground) 디지털 싱글 Cruise with santa - 2008년
- 커먼그라운드(Common Ground) 3집 Fat girl - 2009년
- 커먼그라운드 (Common Ground)디지털 싱글 Off the hook - 2009년
- 커먼그라운드(Common Ground) 디지털 싱글 Funkastik james - 2012년
- 커먼그라운드(Common Ground) EP 'Shake It!' - 2013년
- 커먼그라운드 (Common Ground)디지털 싱글 Happy Lady - 2015년 9월
- 커먼그라운드 (Common Ground)디지털 싱글 Just Perfection (feat.조현아 of 어반자카파) - 2015년 11월
- 커먼그라운드 (Common Ground)디지털 싱글 Get Funked Up! - 2016년
- 커먼그라운드 (Common Ground) 웹툰 드라마 마음의소리 OST Part.5 커먼그라운드 - Mirror - 2016년 11월 28일
- 커먼그라운드 (Common Ground) 4집 Dance Republica - 2017년
- 커먼그라운드 (Common Ground) 싱글 Cheers - 2018년
- 커먼그라운드 (Common Ground) 네이버TV 웹드라마 체크메이트 OST - 2018년 9월 17일
- 커먼그라운드 (Common Ground) 리스펙트 레전드 눈물의 파티 - 2019년 11월 11일
- 커먼그라운드 (Common Ground) 온 스테이지 10주년 기획, 10NSTAGE 까짓것 - 2020년 9월 25일
- 커먼그라운드 (Common Ground) 5집 Conspiracy - 2021년 9월 3일
- 커먼그라운드, 김나니 디지털 싱글 뺑덕 - 2021년 11월 4일
- 커먼그라운드 (Common Ground) 싱글 '마음대로 해' - 2022년 9월 1일
- 커먼그라운드 (Common Ground) 싱글 'O.M.L' - 2023년 11월 13일
- 커먼그라운드 (Common Ground) 싱글 ‘Take Me High' - 2024년 9월 27일

### 솔로 음반 (Solo Albums)
- 정규 앨범 Jane's jam track vol.1 - 2012년

수록곡 Take A Walk 인천아시안게임 입장곡으로 사용
- 디지털 싱글 Silver Talk (실버톡 캠페인 테마 연주곡) '스토리텔러(Feat.신재평)' - 2013년 2월 22일
- EP앨범 Jane's Guitar Carol - 2013년 11월 14일
- 디지털 싱글 Mourning into dancing - 2014년1월 15일
- 디지털 싱글 The Wonderful Cross - 2014년 4월 15일
- 싱글앨범 West Coast Drive (feat.Paul Jackson, Jr.) - 2015년 8월 12일
- 싱글앨범 Eastern Funk (feat.Oz Noy) - 2016년 9월 29일
- 싱글앨범 Here I Am Again (feat.태경) - 2017년 4월 19일
- 싱글앨범 Clav Funk (feat.황정관) - 2017년 12월 7일
- 정규 앨범 My Ordinary Days - 2018년 6월 19일
- 디지털 싱글 No Greater Love (feat. Paul Jackson, Jr.) - 2019년 7월 16일
- 디지털 싱글 Bird’s Song Acoustic (에이스침대CF 박보검편) - 2019년 10월 15일
- 디지털 싱글 C’est La Vie (feat. 스텔라장) - 2019년 11월 18일

지니재즈차트 일간 1위 (2019년 11월 19일)
- 디지털 싱글 Sunset Bench - 2020년 6월 2일
- 디지털 싱글 With Me (feat. 백선녀), 영어버전 (Lyrics 이장원 of 페퍼톤스, feat. 백선녀) - 2020년 9월 8일
- 디지털 싱글 Challengers (재인, 잭타마랏, 펀투) - 2021년 5월 31일
- 디지털 싱글 Miles N Miles (feat. Senri Kawaguchi) - 2023년 7월 3일

### 기타 음반 (Etc. Albums)
- 옐로우콘(Yellow Corn)1집 - 2001년
- 인더스트리얼 브레인(Industrial Brain) EP 'What do U think' - 2011년
- 9P(Japan) EP 'Creemy' - 2011년
- 뉴튼(Newton) 디지털 싱글 'Discovery' - 2012년
- 9P(Japan) EP 'Soomsori' - 2012년
- 지예, 재인 디지털싱글 '아름다워라 너를 바라보면' - 2019년
- 프로젝트 'Social Distancing Guitar' Jack Thammarat, Jane, Funtwo - Black Or White (유튜브 공개) - 2020년 4월 15일

### 참여 & 특별 (Featuring & Special Albums)
- 각나그네 - Green tour - 2006년
- CMF2006 - 2006년
- 상근이의 소망 - 2008년
- 원티드 - 7DAYZ & WANTED - 2007년
- 푸른하늘 유영석 20주년 헌정앨범 - 오렌지 나라의 앨리스 - 2009년
- 페퍼톤스 3집2009년, 4집2012년, EP 'Open run'2012년
- 델리스파이스 라이브 음반 - 2012년
- 박재범 싱글 - 좋아(Joah) - 2013년
- 불후의 명곡2 설운도편 - 마음이 울적해서 - 2013년
- 영화 음악 하이힐(장진 감독, 차승원 주연)2014년
- 페퍼톤스 5집 High Five 2014년
- 박재범 2집 타이틀곡 - So Good - 2014년
- 2014인천아시안게임 오프닝 음악 삽입 - Take a walk, Shake it
- 영화 음악 우리는 형제입니다(장진 감독)2014년
- 토이 7집 Da Capo '인생은 아름다워', '우리' 2014년
- 문샤인X커먼그라운드 온도차이 Mo' Funk Remix 2015년 8월 13일
- 서예안 디지털 싱글 '너에게 간다' 편곡, 기타연주 참여 2015년 11월 19일
- 루시드폴 7집 음반 9번트랙 '지금 다가오고 있어' 12번트랙 '약속할게' 기타연주 참여 2015년 12월 15일
- 샘김 데뷔음반 'I AM SAM' Guitar director 및 일렉트릭기타 녹음 참여. 타이틀곡 'No눈치' 뮤직비디오 출연 2016년 4월 10일
- 페퍼톤스 라이브음반 - 2014-2015 Two Lives - 2014년 8월 3일
- 스텔라장 데뷔음반 'Colors' 타이틀곡 '환승', 수록곡 '계륵' 편곡 및 기타녹음 2016년 10월 6일
- KBS 드라마 '마음의소리' 배경음악 기타녹음 2016년 12월
- 페퍼톤스 디지털 싱글 '캠프파이어' 기타녹음 2016년 12월5일
- 추모음반 [김광석, 다시] 일어나 (with 커먼그라운드) 2016년 12월 7일
- 스텔라장 EP [월급은 통장을 스칠뿐] '월요병가', '빨간날' 기타연주 참여 2017년 4월 30일
- 서예안 싱글 [낙서] 작사, 작곡, 편곡 및 프로듀싱 2017년 11월 11일
- 페퍼톤스 싱글 [카우보이의 바다] 기타연주 참여 2018년 3월 24일
- 페퍼톤스 6집 [Long Way] 기타연주 참여 2018년 5월 9일
- 스텔라장 싱글 [KB국민카드 브랜드송] '니맘내맘' 기타, 밴조 연주 참여 2018년 9월 14일
- 에이스침대 2018 CF 광고음악 기타연주 참여 2018년 9월
- 예아킴(YEA KIM) 싱글 ‘It’s OK (feat. 백선녀, 재인 of 커먼그라운드) ‘ 편곡, 기타연주 참여 2019년 12월 27일
- 커먼그라운드, 양진석 - 양진석 6집 수록곡 second choice - 2021년 4월 7일
- 페퍼톤스 7집 [thousand years] 기타연주 참여 2022년 9월 20일
- 트렌드지 싱글 BLUE SET Chapter. [UNKNOWN CODE] 타이틀 곡 [VAGABOND] 기타연주 참여 2022년 11월 12일
- 디즈니플러스 카지노 (드라마) OST 타이틀 곡 하현우(국카스텐) - Show Down 작편곡 및 기타연주 참여 2022년 12월 22일
- 페퍼톤스 싱글 [Freshman] 편곡, 기타연주, 코러스 참여 2023년 3월 13일
- 트렌드지 싱글 BLUE SET Chapter. [NEW DAYZ] 타이틀 곡 [NEW DAYZ] 기타연주 참여 2023년 3월 15일
- 페퍼톤스 20주년 기념앨범 [Twenty Plenty] 라이더스, 코치 기타연주 참여 2024년 4월 17일
- 여신강림 시즌1 OST My Highlight 편곡, 기타연주 참여 2024년 7월 24일
- 여신강림 시즌1 OST What You Wanna Do (True Beauty ED), Me Myself, This Too Shall Pass Away 작곡, 편곡, 기타연주 참여 2024년 7월 24일

### 로고송 (Logo Song)
- 최화정의 파워타임 로고송 2005 (커먼그라운드)
- JTBC 로고송 2016 (곡 : 김윤아, 편곡/연주 : 커먼그라운드)

## 방송활동
- WBS원음방송 밴드피플 라디오스타 '음악공감' 코너 진행 (2011-2012)
- tvN SNL코리아 (2013-2017)
- 쿠팡플레이 SNL코리아 (2021-현재)
- 유튜브 채널 악기포차TV 더블MC with 이상미 (2022-현재)

## 저서
- 기타교본 Jane's Funk Guitar vol.1 Rhythm (2020년 11월 1일)
- 기타교본 Jane's Funk Guitar vol.2 Solo (2021년 7월 23일)
- 기타교본 Jane's Funk Guitar vol.3 Voicing (2022년 11월 28일)

## 같이 보기 (Related Activity)
- 커먼그라운드
- SNL코리아
- 페퍼톤스